# أنتون جونسون براندت
أنتون جونسون براندت (بالنرويجية: Anton Brandt)‏ كان طبيب بيطري نرويجي (ولد في نيسبي 21 مارس 1893 - 14 أكتوبر 1951) كان أستاذ التشريح المرضي في المدرسة النرويجية للعلوم البيطرية من عام 1941 حتى عام 1951 وعميد هناك من عام 1948 إلى عام 1951.
قام بتحرير مجلة المجلة البيطرية النرويجية (بالنرويجية: Norsk veterinærtidsskrift‏) من عام 1931 إلى عام 1949، وشارك في تحرير مجلة الطب البيطري الشمالي (بالنرويجية: Nordisk veterinærmedicin‏) من 1948 إلى 1951.